# Маврино (Шатурский район)
Ма́врино — деревня в Шатурском муниципальном районе Московской области, в составе сельского поселения Пышлицкое. Расположена в юго-восточной части Московской области. Входит в культурно-историческую местность Ялмать. Деревня известна с 1637 года.
Население — 85 чел. (2013).

## Название
В письменных источниках вплоть до конца XVIII века деревня упоминается как Лужи. Со второй половины XIX века основным становится название Маврино. На межевой карте Рязанской губернии 1850 года деревня обозначена как Маврина, Лужи, в Сборнике статистических сведений по Рязанской губернии (1887 год) — Маврино, Лужи тож, в работе И. И. Проходцова «Населённые места Рязанской губернии» (1906 год) — Маврино, Луж тож.
Название связано с календарным личным именем Мавр или фамилией Маврин.

## Физико-географическая характеристика
Деревня расположена в пределах Мещёрской низменности, относящейся к Восточно-Европейской равнине, на высоте 119 м над уровнем моря. Рельеф местности равнинный. С севера, запада и востока деревня окружена полями. К югу от деревни находится лесной массив.
По автомобильной дороге расстояние до МКАД составляет около 165 км, до районного центра, города Шатуры, — 64 км, до ближайшего города Спас-Клепики Рязанской области — 24 км, до границы с Рязанской областью — 8 км. Ближайший населённый пункт — деревня Пронино, расположенная в 1 км к юго-западу от Маврино.
Деревня находится в зоне умеренно континентального климата с относительно холодной зимой и умеренно тёплым, а иногда и жарким, летом. В окрестностях деревни распространены дерново-подзолистые почвы с преобладанием суглинков и глин.
В деревне, как и на всей территории Московской области, действует московское время.

## История

### С XVII века до 1861 года
В XVII веке деревня Маврино входила в Тереховскую кромину волости Муромское сельцо Владимирского уезда Замосковного края Московского царства. Первым известным владельцем деревни был Осан Андреевич Хвостов. Впоследствии половина деревни была отдана Харитону Дирину, а другая половина «на прожиток» Фёкле Барыковой. Прожиточное поместье Фёклы Барыковой в 7145 (1636/37) году отошло владимирцу Ивану Петровичу Бундову, а половина Харитона Дирина в 7146 (1637/38) году была отдана новгородцу Ивану Петровичу Лизунову, представителю дворянского рода Лизуновых.
У Бундова в деревне было два двора: «В Тереховской кромине полсельца без жеребья, что была деревня Лужи на суходоле, а другая половина того сельца, с жеребьем, в поместье за Иваном Петровым сыном Лизуновым. А в нём на его половину, без жеребья, двор крестьянин Ивашко Савельев да братья его Ивашко да Мишко. Двор бобыль Филька Савельев сын Третьяков. Пашни паханые, середние земли и с тем, что на Барсуках, четырнадцать чет, да лесом поросли две чети с полуосьминою в поле, а в дву по тому ж; сена около поль и по болоту пятнадцать копен».
У Лизунова в Маврино был помещичий двор, а также один крестьянский двор: «В Тереховской кромине полсельца с жеребьем, что была деревня Лужи на суходоле, а другая половина того ж сельца, без жеребья, в поместье ж за володимерцом за Иваном Петровым сыном Бундовым. А в ней на его половину с жеребьем, двор его помещиков; двор крестьянин Гришка Ульянов сын Верещагин да дети его Тренька да Анисимко, да племянники его Силко, да Максимко, да Вавилко Ивановы. Пашни паханые, середние земли и с тем, что на Барсуках, семнадцать четвертей с осьминою, да лесом поросло десять четвертей в поле, а в дву по тому ж; сена около поль и по болоту двадцать копен».
Потомки Ивана Лизунова владели деревней на протяжении более двух столетий. Среди них были: его сын Никифор Иванович, внук Григорий Никифорович, правнук Василий Григорьевич, праправнуки Александр и Николай Васильевичи.
В результате губернской реформы 1708 года деревня оказалась в составе Московской губернии. После образования в 1719 году провинций деревня вошла во Владимирскую провинцию, а с 1727 года — во вновь восстановленный Владимирский уезд.
В 1778 году образовано Рязанское наместничество (с 1796 года — губерния). Впоследствии вплоть до начала XX века Маврино входило в Егорьевский уезд Рязанской губернии.
В Экономических примечаниях к планам Генерального межевания, работа над которыми проводилась в 1771—1781 гг., деревня описана следующим образом: «Сельцо Лужи Григорья Афанасьева сына Матюшкина, Настасьи Лукиной дочери Дубасовой, Григорья Никифорова Михайлы Михайлова детей Лизуновых, Сергея Гаврилова сына Лоторева (6 дворов, 29 мужчин, 28 женщин). При протекающих протоках из озера Шатуркова в озеро Перцово. Земля иловатая, хлеб и покосы средственны, лес дровяной, крестьяне на оброке».
В 1812 году деревней владели поручик Николай Лизунов, камергерша Александра Петровна Жеребцова и помещики Языковы.
В Отечественной войне 1812 года погиб житель деревни ополченец Максимов Тимофей Евдокимович, 33 лет, у которого остался сын Дмитрий.
Приблизительно в 1825—1835 гг. из других мест в деревню было переселено много крестьян.
По сведениям 1859 года Маврино — владельческая деревня 1-го стана Егорьевского уезда по левую сторону Касимовского тракта, при колодцах.
На момент отмены крепостного права владельцами деревни были князь Лобанов-Ростовский, графиня Орлова и помещица Шадрина.

### 1861—1917
После реформы 1861 года из крестьян деревни было образовано три сельских общества, которые вошли в состав Архангельской волости.
Согласно Памятной книжке Рязанской губернии на 1868 год в деревне имелась ветряная мельница с одним поставом.
В 1883 году на средства крестьян деревни было основано Мавринское земское училище.
В 1885 году был собран статистический материал об экономическом положении селений и общин Егорьевского уезда. В двух сельских обществах деревни было общинное землевладение. Земля была поделена по работникам. Практиковались переделы мирской земли — пашня и часть лугов делились каждые 3-5 лет. Другая часть лугов делилась ежегодно. Община крестьян, бывших помещицы Шадриной, состояла из одного двора, поэтому переделов не было. При деревне был только дровяной лес; в общине Шадриной леса не было, в связи с чем крестьянам приходилось покупать дрова. В наделе общины Орловой имелась глина, из которой один крестьянин делал кирпичи. Надельная земля в каждой общине находилась в одной меже. Кроме надельной земли, у крестьян Лобанова-Ростовского имелась собственная земля, а у общины Орловой имелась земля в общем владении с другими деревнями графини. Несколько крестьян дополнительно арендовали луга.
Почвы были суглинистые, местами супесчаные; пашни — частью бугроватые, частью низменные; луга — болотистые и суходольные. В деревне было четыре общих пруда и у каждого двора колодцы с постоянною водой, но в некоторых колодцах вода была красноватая с неприятным запахом. Своего хлеба не хватало, поэтому его покупали в селе Спас-Клепиках и Дмитровском Погосте, а иногда у местных торговцев своей деревни и села Архангельского. Сажали рожь, овёс, гречиху и картофель. У крестьян было 55 лошадей, 137 коров, 388 овец, 56 свиней, а также 284 плодовых дерева и 49 колодок пчёл. Избы строили деревянные, крыли деревом и железом, топили по-белому.
Деревня входила в приход сёл Архангельского и Радушкина. В самой деревне имелась школа и одна мельница. Главными местными промыслами среди женщин было вязание сетей для рыбной ловли и сбор коры. Среди мужчин было несколько плотников и извозчиков, а также лесопромышленник и кирпичник. Однако большинство мужчин занимались отхожими промыслами, в основном плотничеством. На заработки уходили в Тулу, Серпухов, Москву, Зуево (ныне часть города Орехово-Зуево), Богородский уезд и другие места.
В 1886 году в Мавринском училище обучалось 50 учеников (40 мальчиков и 10 девочек) из 5 близлежащих селений, при этом из самой деревни был 31 ученик. В школе обучались только крестьянские дети. Обучение производилось с 16 сентября по 6 мая. Школа занимала одноэтажное деревянное здание. В училище был введён трёхлетний курс обучения, дети разделённые на три отделения одновременно занимались в одной классной комнате с единственным учителем. Библиотека в школе отсутствовала. С 1883 года законоучителем и учителем в школе был И. Ф. Виноградов. Попечителя в школе не было.
По данным 1905 года в деревне имелась смешанная земская школа и ветряная мельница. Основным отхожим промыслом оставалось плотничество. Ближайшее почтовое отделение и земская лечебница находились в селе Архангельском.

### 1917—1991
В 1919 году деревня Маврино в составе Архангельской волости была передана из Егорьевского уезда во вновь образованный Спас-Клепиковский район Рязанской губернии. В 1921 году Спас-Клепиковский район был преобразован в Спас-Клепиковский уезд, который в 1924 году был упразднён. После упразднения Спас-Клепиковского уезда деревня передана в Рязанский уезд Рязанской губернии. В 1925 году произошло укрупнение волостей, в результате которого деревня оказалась в укрупнённой Архангельской волости. В ходе реформы административно-территориального деления СССР в 1929 году деревня вошла в состав Дмитровского района Орехово-Зуевского округа Московской области. В 1930 году округа были упразднены, а Дмитровский район переименован в Коробовский.
В 1930 году деревня Маврино входила в Мавринский сельсовет Коробовского района Московской области.
В 1931 году в деревне был организован колхоз им. 2-го слёта колхозников. Известные председатели колхоза: Ступин Б. Е., Горшков, Брагин (1933 год), Кочетков Павел Андреевич (ноябрь 1934—1935 гг.), Крылов И. И. (1936 год), Кочетков П. А. (с апреля 1936 года), Орлов П. Я. (1937—1938 гг.), Шатова Н. С. (1939—1940 гг.), Крылов И. И. (1946—1950 гг.).
Во время Великой Отечественной войны в армию были призваны 44 жителя деревни. Из них 11 человек погибли, 18 пропали без вести. Два уроженца деревни были награждены боевыми орденами и медалями:
- Антонов Михаил Михайлович (1923 г.р.) — призван в 1942 году, демобилизован в 1945 году, был награждён медалями «За освобождение Варшавы», «За взятие Берлина» и «За победу над Германией»;
- Горлов Степан Александрович (1912 г.р.) — призван в 1941 году, служил в 25-й танковой бригаде 2-го гвардейского танкового корпуса, демобилизован в 1945 году в звании старшего сержанта, был награждён орденом Отечественной войны I степени, медалями «За отвагу» и «За победу над Германией»[39].

В 1951 году было произведено укрупнение колхозов, в результате которого был образован колхоз им. Кирова, состоявший из деревень Пронино, Сычи и Маврино, правление разместилось в Маврино. Председателями укрупнённого колхоза были: Сазонов В. (1951—1952 гг.), Орлов М. (с 1953 года), Дорофеев Г. (1956 год). В 1958 году к колхозу им. Кирова был присоединён колхоз «Новая жизнь», председателем стал Межевов Н. Д..
В 1954 году Мавринский сельсовет был упразднён, а деревня вошла в состав Дубасовского сельсовета. В 1959 году деревня была передана из упразднённого Дубасовского сельсовета в Пышлицкий сельсовет.
3 июня 1959 года Коробовский район был упразднён, Пышлицкий сельсовет передан Шатурскому району.
В 1960 году был создан совхоз «Пышлицкий», в который вошли все соседние деревни, в том числе Маврино. Деревня являлась центром Мавринского отделения совхоза.
На мавринской ферме совхоза «Пышлицкий» работала Лебедева Антонина Степановна, кавалер ордена «Мать-героиня», воспитала 10 детей.
С конца 1962 года по начало 1965 года Маврино входило в Егорьевский укрупнённый сельский район, созданный в ходе неудавшейся реформы административно-территориального деления, после чего деревня в составе Пышлицкого сельсовета вновь передана в Шатурский район.

### С 1991 года
В феврале 1992 года из Пышлицкого сельсовета выделен Белоозёрский сельсовет, в состав которого вошло Маврино. В 1994 году в соответствии с новым положением о местном самоуправлении в Московской области Белоозёрский сельсовет был преобразован в Белоозёрский сельский округ. В 2004 году Белоозёрский сельский округ был упразднён, а его территория включена в Пышлицкий сельский округ. В 2005 году образовано Пышлицкое сельское поселение, в которое вошла деревня Маврино.

## Население
| 1790 | 1812 | 1858 | 1859 | 1868 | 1885 | 1905 | 1970 | 1993 | 2002 | 2006 | 2010 | 2013 |
| ---- | ---- | ---- | ---- | ---- | ---- | ---- | ---- | ---- | ---- | ---- | ---- | ---- |
| 57   | ↗144 | ↗291 | ↗301 | ↗341 | ↗484 | ↗586 | ↘159 | ↘39  | ↗77  | ↗87  | ↗98  | ↘85  |

Первые сведения о жителях деревни встречаются в писцовой книге Владимирского уезда 1637—1648 гг., в которой учитывалось только податное мужское население (крестьяне и бобыли). В деревне Лужи было три двора: один помещичий двор; два крестьянских двора, в котором проживало 9 мужчин; один бобыльский двор с 1 бобылём.
В переписях за 1790, 1812, 1858 (X ревизия), 1859 и 1868 годы учитывались только крестьяне. Число дворов и жителей: в 1790 году — 6 дворов, 29 муж., 28 жен.; в 1812—144 чел.; в 1850 году — 35 дворов; в 1858 году — 151 муж., 140 жен.; в 1859 году — 35 дворов, 149 муж., 152 жен.; в 1868 году — 52 двора, 176 муж., 165 жен.
В 1885 году был сделан более широкий статистический обзор. В деревне проживало 477 крестьян (72 двора, 218 муж., 259 жен.), из 76 домохозяев 9 не имели своего двора, а у пятерых было две и более избы. Кроме того, в деревне проживало 3 семьи егорьевских мещан, не приписанных к крестьянскому обществу (6 мужчин и 6 женщин). На 1885 год грамотность среди крестьян деревни составляла почти 17 % (80 человек из 477), также было 42 учащихся (33 мальчика и 9 девочек).
В 1905 году в деревне проживало 586 человек (75 дворов, 277 муж., 309 жен.), в 1970 году — 63 двора, 159 чел.; в 1993 году — 56 дворов, 39 чел.; в 2002 году — 77 чел. (35 муж., 42 жен.).
По результатам переписи населения 2010 года в деревне проживало 98 человек (42 муж., 56 жен.), из которых трудоспособного возраста — 63 человека, старше трудоспособного — 25 человек, моложе трудоспособного — 10 человек.
Жители деревни по национальности в основном русские (по переписи 2002 года — 87 %).
Деревня входила в область распространения Лекинского говора, описанного академиком А. А. Шахматовым в 1914 году.

## Социальная инфраструктура
Ближайшие предприятия торговли расположены в посёлке санатория «Озеро Белое». В самой деревне магазин работает только в летний период. Там же находятся обслуживающие жителей деревни дом культуры, библиотека и отделение «Сбербанка России». Медицинское обслуживание жителей деревни обеспечивают Белоозёрская амбулатория, Коробовская участковая больница и Шатурская центральная районная больница. Ближайшее отделение скорой медицинской помощи расположено в Дмитровском Погосте. Среднее образование жители деревни получают в Пышлицкой средней общеобразовательной школе.
Пожарную безопасность в деревне обеспечивают пожарные части № 275 (пожарные посты в селе Дмитровский Погост и деревне Евлево) и № 295 (пожарные посты в посёлке санатория «Озеро Белое» и селе Пышлицы).
Деревня электрифицирована и газифицирована. Центральное водоснабжение отсутствует, потребность в пресной воде обеспечивается общественными и частными колодцами.

## Транспорт и связь
Рядом с деревней проходит асфальтированная автомобильная дорога общего пользования Дубасово-Сычи-Пышлицы, на которой имеется остановочный пункт маршрутных автобусов «Маврино».
Деревня связана автобусным сообщением с селом Дмитровский Погост и деревней Гришакино (маршрут № 40), а также с городом Москвой (маршрут № 327, «Перхурово — Москва (м. Выхино)»). Ближайшая железнодорожная станция Кривандино Казанского направления находится в 54 км по автомобильной дороге. Прямые автобусные маршруты до районного центра, города Шатуры, и станции Кривандино отсутствуют.
В деревне доступна сотовая связь (2G и 3G), обеспечиваемая операторами «Билайн», «МегаФон» и «МТС».
Ближайшее отделение почтовой связи, обслуживающее жителей деревни, находится в посёлке санатория «Озеро Белое».